# Sarcophaga henryi
Sarcophaga henryi är en tvåvingeart som beskrevs av Senior-white 1924. Sarcophaga henryi ingår i släktet Sarcophaga och familjen köttflugor.
Artens utbredningsområde är Sri Lanka. Inga underarter finns listade i Catalogue of Life.